# Féminisme blanc
Le féminisme blanc est une expression utilisée pour décrire les courants et les expressions du féminisme qui sont perçus comme se concentrant sur les luttes des femmes blanches, tout en omettant de traiter les formes distinctes d'oppression auxquelles sont confrontées les femmes des minorités ethniques et les femmes dépourvues d'autres privilèges, et qui finissent par marginaliser les femmes « racisées »,. Le terme de féminisme blanc a été utilisé pour nommer et pour critiquer des théories féministes perçues comme se concentrant uniquement sur l'inégalité fondée sur le genre, en omettant de reconnaître et d'intégrer la notion d'intersectionnalité dans la lutte pour l'égalité.
Le terme a également été utilisé pour désigner des théories perçues comme se concentrant plus spécifiquement sur l'expérience des femmes blanches, cisgenres, hétérosexuelles et valides, et dans lesquelles les expériences des personnes sans ces privilèges sont exclues ou marginalisées. Cette critique a été principalement dirigée contre les courants féministes de la première vague, qui étaient considérés comme centrés sur l'autonomisation des femmes blanches de classe moyenne dans les sociétés occidentales.
Si le terme de féminisme blanc est relativement récent, les critiques du concept qu'il représente remontent aux débuts du mouvement féministe, notamment aux États-Unis,. L'intersectionnalité, concept développé par Kimberlé Williams Crenshaw en 1989, a récemment fait croître son utilisation. D'autres remettent en question cette étiquette, affirmant qu'elle est utilisée pour attaquer les féministes blanches, qu'elles intègrent ou non les femmes des minorités.

## Historique

### Origines
À son origine, le féminisme dans les sociétés occidentales était représenté par des femmes blanches instruites et se concentrait principalement sur leur droit à la représentation politique et au vote. Un exemple de ces mouvements se trouve dans le texte de Mary Wollstonecraft, A Vindication of the Rights of Woman publié en 1792, où Wollstonecraft prône l'égalité morale et politique entre les hommes et les femmes, ne s'adressant toutefois qu'aux membres appartenant à la classe moyenne[réf. nécessaire]. En France, Olympe de Gouges a, de la même manière, plaidé en faveur des droits des femmes dans sa Déclaration des droits de la femme et de la citoyenne dès 1791.

### Féminisme de la première vague

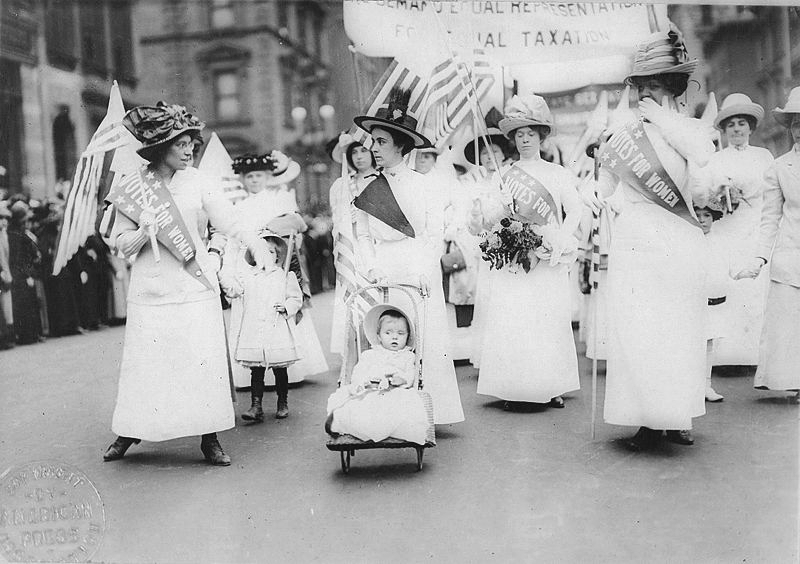
Défilé pour le suffrage féminin à New York, le 6 mai 1912.

La première vague de féminisme a commencé à la fin du XIXe siècle et s'est concentrée sur l'acquisition d'une égalité des droits politiques et économiques entre femmes et hommes, notamment le droit de vote des femmes, l'accès à l'éducation, la possibilité d'occuper des fonctions politiques, l'égalité dans la population active et des droits au sein du mariage. Cette vague a officiellement commencé avec la convention de Seneca Falls (New York) de 1848, lors de la révolution industrielle. L'objectif de cette vague féministe était d'ouvrir des opportunités aux femmes, en mettant l'accent sur le droit de vote. Ce mouvement était principalement organisé et défini par des femmes blanches instruites de la classe moyenne, et donc principalement concentré sur les questions les concernant,.
Alors que certaines femmes racisées faisaient partie du mouvement féministe de la première vague, comme la suffragette indienne Sophia Duleep Singh, les premiers mouvements suffragettes sont dans l'ensemble restés essentiellement blancs. Il n'y a eu par exemple aucune preuve historique concernant la participation des femmes britanniques noires au mouvement pour le droit de vote des femmes au Royaume-Uni[réf. nécessaire] . En 1893, la Nouvelle-Zélande est devenue la première région de l'Empire britannique à accorder aux femmes de toutes les ethnies le droit de vote ; cela a suscité la colère de certains suffragettes, dont la militante Millicent Fawcett, qui a exprimé son mécontentement au sujet du droit de vote des femmes maories en Nouvelle-Zélande, que les femmes britanniques n'avaient pas. Les suffragettes américaines Susan B. Anthony et Elizabeth Cady Stanton se sont battues pour que les femmes blanches obtiennent le droit de vote aux États-Unis, ce qui a permis aux femmes blanches d'obtenir le droit de vote avant les hommes afro-américains,,. Anthony et Stanton craignaient de créer une « aristocratie du sexe » et ont donc plutôt soutenu le suffrage universel, de sorte que la communauté noire et les femmes (y compris les femmes noires) deviennent émancipées en même temps[réf. nécessaire].
Néanmoins, leur Histoire du suffrage féminin (en) est reconnu comme un exemple de féminisme blanc, car il ignore largement le rôle des femmes noires tout en se concentrant sur les figures blanches du mouvement[réf. nécessaire]. Alors que l'année 1920 est célébrée comme le début du droit de vote des femmes aux États-Unis, les femmes afro-américaines étaient toujours expulsées des bureaux de vote dans le Sud, où s'appliquait les lois Jim Crow. À cette époque, les femmes afro-américaines étaient exclues du mouvement féministe. Bien que les femmes de couleur ne soient pas aujourd'hui correctement référencées dans le monde littéraire féministe, elles étaient actives aux origines du féminisme,. Par exemple, dès 1851, Sojourner Truth, une ancienne esclave, prononce un discours Ain't I a Woman ? (« Ne suis-je pas une femme ? »), dans lequel elle appelle à ce qui est aujourd'hui qualifié d'intersectionnalité.

### Féminisme de la deuxième vague
Le féminisme de deuxième vague a connu son essor du début des années 1960 aux années 1980. Cette période s'est concentrée sur les conditions des femmes dans leur environnement de travail, la sexualité, les droits reproductifs, la violence domestique et le viol. Bien que le féminisme de la deuxième vague a été façonné de la même manière que le féminisme de première vague par des femmes blanches de classe moyenne, il a également été une période d'émergence de femmes racisées dans la discussion féministe. En 1973, des féministes afro-américaines se sont réunies à la National Black Feminist Organization, pour discuter des mêmes problématiques que le reste du mouvement féministe. Bien qu'il s'agisse d'une organisation distincte, elle a donné aux féministes blanches et afro-américaines un terrain d'entente. Ainsi, la deuxième vague a commencé à intégrer des femmes de couleur, alors que la première vague se concentrait principalement sur les femmes blanches, cisgenres et de la classe moyenne.
Le Deuxième Sexe de Simone de Beauvoir est l'un des exemples les plus frappants d'une essentialisation de la femme dans la figure de la mère bourgeoise blanche, et donc du mépris[Selon qui ?] des autres formes d'oppression comme la race ou la sexualité. Néanmoins, ce livre est apparu comme une référence de la littérature féministe et a permis à d'autres théories plus complexes d'émerger par la suite,.
Au cours des périodes féministes de la deuxième et de la troisième vague, des femmes de couleur ont émergé dans l'espace littéraire féministe, arguant que les mouvements féministes étaient en train d'essentialiser les expériences des femmes. Parmi ces figures féministes figurait Bell Hooks, reconnue pour avoir écrit sur les luttes que les femmes noires ont vécues et menées, et pour avoir souligné que le mouvement féministe actuel excluait ces femmes en raison de son indifférence aux croisements des discriminations liées à la race, au sexe et à la classe sociale, en insistant sur la nécessité que les femmes blanches reconnaissent le fait qu'elles, comme les hommes des minorités ethniques, occupaient une position à la fois d'opprimées et d'oppresseurs.

### Féminisme de la troisième vague
Mené par la génération X, le féminisme de la troisième vague a commencé dans les années 1990, lorsque les problèmes liés à la sexualité, comme la pornographie, ont été mis au premier plan. L'une des raisons de la scission avec la deuxième vague sont les différences concernant la manière dont les femmes devraient embrasser leur sexualité, ce qui a conduit à des points de vue différents sur le travail du sexe et la pornographie. Les féministes de la troisième vague ont inventé le terme « riot grrrl », qui représentait des féministes fortes, indépendantes et passionnées. Les « Grrls » étaient généralement décrites comme étant des « féministes en colère » se battant contre le sexisme. La troisième vague a été inspirée par la société post-moderne, dans laquelle les femmes ont lutté contre le harcèlement de rue et les insultes sexistes, mais également afin de résoudre les problèmes sociaux auxquels la génération actuelle était confrontée. Elle a également plaidé en faveur de la libération sexuelle des femmes et de l'expression de l'identité de genre. Ces mouvements comprenaient davantage de femmes racisées et de femmes de différentes classes que les mouvements des vagues précédentes. La troisième vague a mis en évidence la pensée intersectionnelle.

### Féminisme intersectionnel duXXIesiècle
Au cours du féminisme de la troisième vague et au début du féminisme de la quatrième vague (après 2010), certains militants ont montré que les médias féministes continuent de surreprésenter les luttes des femmes blanches hétérosexuelles, cisgenres, valides, et de classe moyenne,. Néanmoins, des écrivaines comme Kimberlé Crenshaw ont développé la théorie de l'intersectionnalité, qui constitue une opposition au féminisme blanc, puisqu'elle appelle à une analyse plus complexe des systèmes d'oppression.
Un exemple d'une vision du féminisme qui prétend que les problèmes des femmes peuvent être séparés des problèmes de classe, de race, de capacité de nos jours peut être vu dans le travail d'Emily Shire, rédactrice politique chez Bustle et contributrice d'un éditorial pour The New York Times. Shire soutient en effet que ce féminisme exclut certaines femmes qui ne partagent pas les points de vue politiques lorsqu'il prend position sur Israël et la Palestine, les efforts pour augmenter le salaire minimum ou les efforts pour bloquer la construction d'oléoducs. La position de Shire contraste avec celle des militantes féministes intersectionnelles, qui considèrent l'équité salariale, la justice sociale et les droits humains internationaux comme des engagements essentiels et indissociables du féminisme, comme l'énonce la plateforme Day Without a Woman, qui « [reconnaît] l'énorme valeur que les femmes de tous horizons ajoutent à notre système socio-économique - tout en recevant des salaires inférieurs et en subissant de plus grandes inégalités, une vulnérabilité à la discrimination, au harcèlement sexuel et à l'insécurité de l'emploi ». Alors que Shire plaide pour un féminisme qui atteint l'inclusivité en évitant les positions politiques afin de ne pas aliéner les femmes qui ne sont pas d'accord avec ces positions, les organisateurs de la Marche des femmes soutiennent le principe selon lequel « les femmes ont des identités intersectionnées ».
Un autre exemple de controverse découle des croyances de certaines féministes selon lesquelles les pratiques islamiques des femmes portant le hijab, la burqa et le niqab sont le résultat d'une oppression des femmes. Plusieurs femmes musulmanes se sont alors prononcées pour défendre leurs pratiques vestimentaires religieuseset ont qualifié ces positions de « féminisme blanc ». L'affrontement entre ces deux positions a été illustré par la controverse sur le foulard islamique en France, où plusieurs féministes françaises ont soutenu que le voile islamique était une menace à l'autonomie des femmes, tandis plusieurs femmes musulmanes affirmaient leur indépendance, et que nier leur choix consistait en une preuve de sexisme. On dit que certains le portent comme un engagement personnel ; d'autres rejettent l'idée que le voile est un signe religieux.
Le féminisme du courant TERF a également été un sujet de débat. Le féminisme exige de se battre pour les droits des femmes, mais les TERFs ne considèrent pas les femmes trans comme des femmes. Beaucoup d'entre-elles s'opposent à ce que les femmes trans changent de sexe sur des documents légaux, disent que l'identité lesbienne est en train de disparaître, que les hommes trans ne sont pas des hommes et que les enfants homosexuels ont besoin de protection lorsqu'ils pensent qu'ils sont transgenres. Les critiques, en particulier au sein de la communauté LGBT, ont exprimé leur mécontentement face à ces arguments. Elles estiment que les femmes blanches privilégiées qui avancent ces arguments rendent les femmes trans, et en particulier les femmes trans de couleur, plus à risque de discrimination et qu'elles ne tiennent pas compte des nombreux autres facteurs auxquels les femmes trans doivent faire face.